# Obere Eiben
Obere Eiben (amtlich: Eiben (obere)) ist ein Gemeindeteil der Stadt Münchberg im Landkreis Hof (Oberfranken, Bayern). Obere Eiben liegt in der Gemarkung Mechlenreuth.

## Geografie
Nördlich des Weilers wird Fläche für Photovoltaikanlagen genutzt, im Süden steigt das Gelände zum Saalberg (575 m ü. NHN) an. Eine Gemeindeverbindungsstraße führt die Kreisstraße HO 18 kreuzend nach Mechlenreuth (0,9 km südwestlich) bzw. nach Weißdorf (2,3 km nordöstlich).

## Geschichte
(Obere) Eiben gehörte zur Realgemeinde Mechlenreuth. Gegen Ende des 18. Jahrhunderts bestand Eiben aus einem Anwesen. Die Hochgerichtsbarkeit stand dem bayreuthischen Stadtrichteramt Münchberg zu. Das Kastenamt Münchberg war Grundherr des Halbhofes.
Von 1797 bis 1810 unterstand Obere Eiben dem Justiz- und Kammeramt Münchberg. Infolge des Ersten Gemeindeedikts wurde Obere Eiben dem 1812 gebildeten Steuerdistrikt Kleinlosnitz und der zugleich entstandenen die Ruralgemeinde Kleinlosnitz zugewiesen. 1837 kam es zur Umgemeindung in die neu gebildete Ruralgemeinde Mechlenreuth. Im Zuge der Gebietsreform in Bayern wurde Obere Eiben am 1. Mai 1978 nach Münchberg eingemeindet.

### Einwohnerentwicklung
| Jahr      | 1812  | 1819  | 1861   | 1871   | 1885   | 1900   | 1925   | 1950   | 1961   | 1970   | 1987  |
| Einwohner | *     | *     | 6      | 8      | 5      | 5      | 8      | 11     | 6      | 22     | 21    |
| Häuser    | *     |       |        |        | 1      | 1      | 1      | 1      | 1      |        | 4     |
| Quelle    | [ 6 ] | [ 9 ] | [ 10 ] | [ 11 ] | [ 12 ] | [ 13 ] | [ 14 ] | [ 15 ] | [ 16 ] | [ 17 ] | [ 1 ] |

## Religion
Obere Eiben ist bis heute nach St. Peter und Paul (Münchberg) gepfarrt und evangelisch-lutherisch geprägt.